# Paris-Bourges 2003
Paris-Bourges 2003 est la 53e édition de la course cycliste française Paris-Bourges se déroulant le 2 octobre 2003 entre Gien (Loiret) et Bourges (Cher), sur une distance de 192 kilomètres.
La course est remportée par l'Allemand Jens Voigt (Crédit Agricole).
L'épreuve constitue la dernière des quinze courses de la douzième édition de la coupe de France de cyclisme sur route.

## Présentation

### Équipes
14 équipes sont au  départ de la course :
| Groupes sportifs I (9)- Crédit agricole - Fdjeux.com - Brioches La Boulangère - Cofidis-Le Crédit par Téléphone - AG2R Prévoyance - Jean Delatour - Phonak Hearing Systems - Lotto-Domo - Euskaltel-Euskadi Groupes sportifs II (3)- Vlaanderen-T-Interim - MBK-Oktos-Saint-Quentin - BigMat-Auber 93 Unknown team category (2)- Palmans-Collstrop - Crédit Agricole espoirs |
| |

## Classement final
| \| Classement général \| Classement général \| Classement général \| Classement général \| Classement général \| \| Coureur \| Coureur \| Pays \| Équipe \| Temps \| \| ------------------ \| ------------------ \| ------------------ \| ------------------------------- \| ------------------ \| \| 1er \| Jens Voigt \| Allemagne \| Crédit Agricole \| 4 h 24 min 33 s \| \| 2e \| Florent Brard \| France \| Marlux-Wincor Nixdorf \| + 0 s \| \| 3e \| Nicolas Fritsch \| France \| Fdjeux.com \| + 0 s \| \| 4e \| Geert Verheyen \| Belgique \| Marlux-Wincor Nixdorf \| + 46 s \| \| 5e \| Sylvain Chavanel \| France \| Brioches La Boulangère \| + 46 s \| \| 6e \| Janek Tombak \| Estonie \| Cofidis-Le Crédit par Téléphone \| + 47 s \| \| 7e \| Baden Cooke \| Australie \| Fdjeux.com \| + 47 s \| \| 8e \| Roger Hammond \| Royaume-Uni \| Palmans-Collstrop \| + 47 s \| \| 9e \| Stéphane Bergès \| France \| AG2R Prévoyance \| + 47 s \| \| 10e \| Andrey Mizourov \| Kazakhstan \| MBK-Oktos-Saint-Quentin \| + 50 s \| |                  |             |                                 |                 |
| |                  |             |                                 |                 |
| |                  |             |                                 |                 |
| Classement général |                  |             |                                 |                 |
| Coureur | Coureur          | Pays        | Équipe                          | Temps           |
| 1er | Jens Voigt       | Allemagne   | Crédit Agricole                 | 4 h 24 min 33 s |
| 2e | Florent Brard    | France      | Marlux-Wincor Nixdorf           | + 0 s           |
| 3e | Nicolas Fritsch  | France      | Fdjeux.com                      | + 0 s           |
| 4e | Geert Verheyen   | Belgique    | Marlux-Wincor Nixdorf           | + 46 s          |
| 5e | Sylvain Chavanel | France      | Brioches La Boulangère          | + 46 s          |
| 6e | Janek Tombak     | Estonie     | Cofidis-Le Crédit par Téléphone | + 47 s          |
| 7e | Baden Cooke      | Australie   | Fdjeux.com                      | + 47 s          |
| 8e | Roger Hammond    | Royaume-Uni | Palmans-Collstrop               | + 47 s          |
| 9e | Stéphane Bergès  | France      | AG2R Prévoyance                 | + 47 s          |
| 10e | Andrey Mizourov  | Kazakhstan  | MBK-Oktos-Saint-Quentin         | + 50 s          |